# Jens Beckmann (Chemiker)

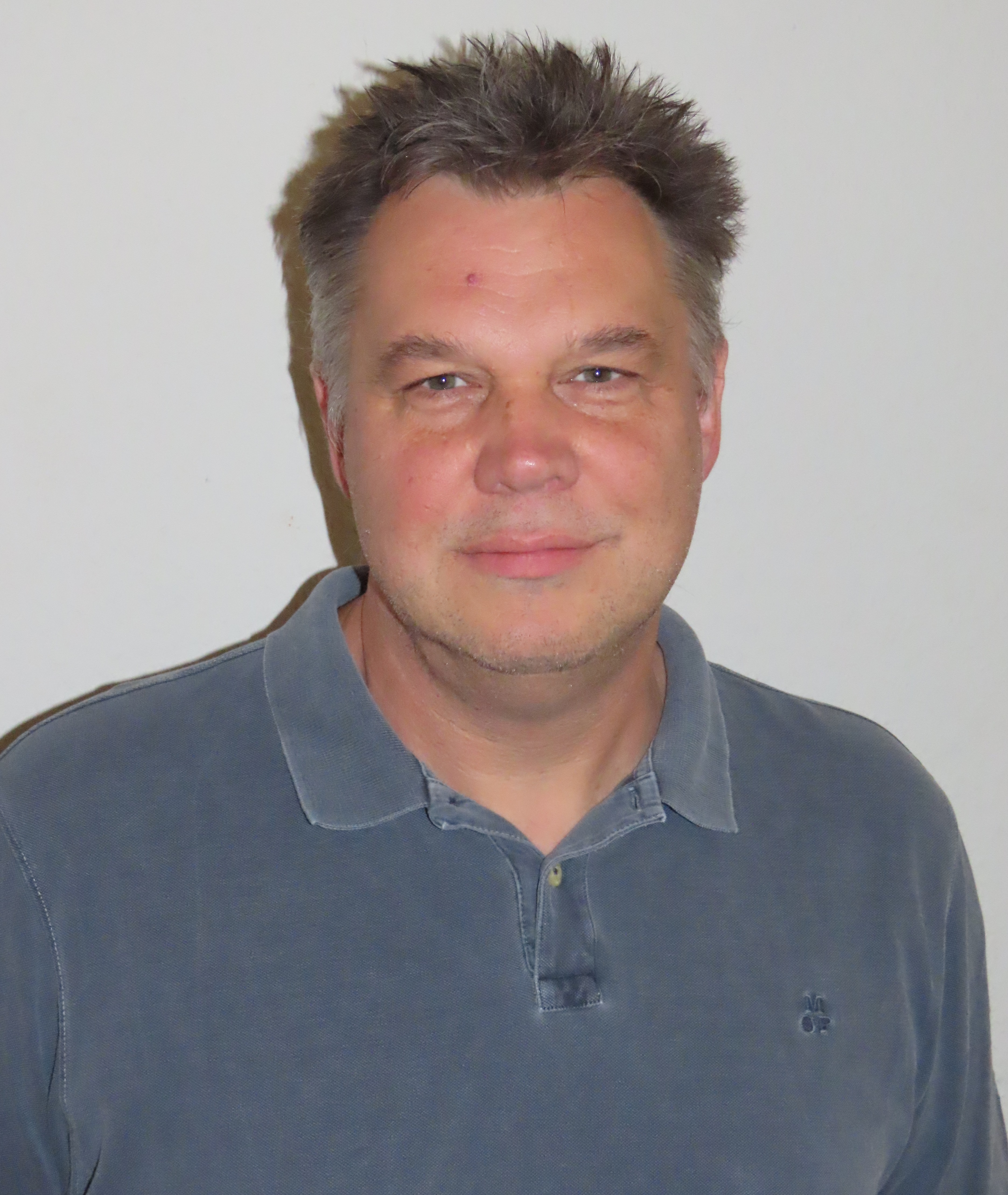
Jens Beckmann, 2024

Jens Beckmann (* 24. Dezember 1970 in Arnsberg, Deutschland) ist ein deutsch-australischer Chemiker. Er arbeitet seit 2010 als Professor im Bereich der synthetischen anorganischen und metallorganischen Chemie an der Universität Bremen. Vorher war er als Juniorprofessor an der Freien Universität Berlin (2004–2010) und als wissenschaftlicher Mitarbeiter an der Deakin University in Geelong (Australien, 2002–2004) tätig. Bekannt ist er für die Herstellung reaktiver und funktioneller Moleküle, darunter das erste stabile Nitren.

## Jugend und Ausbildung
Beckmann wurde im Dezember 1970 in Arnsberg, Westfalen, geboren und wuchs im nahe gelegenen Dorf Oeventrop auf. Er besuchte das Gymnasium Laurentianum Arnsberg und erlangte dort 1990 sein Abitur. Er studierte Chemie an der Universität Dortmund, wo er 1995 sein Diplom erhielt und 1999 bei Klaus Jurkschat zum Dr. rer. nat. promovierte. Ab Anfang 2000 arbeitete Beckmann für zwei Jahre als Feodor Lynen-Stipendiat der Alexander von Humboldt-Stiftung an der Deakin University Geelong unter der Leitung von Dainis Dakternieks.

## Wissenschaftlicher Werdegang

### Lehrauftrag an der Deakin University Geelong (2002–2004)
Beckmanns erste unabhängige Stelle war am Centre for Chiral and Molecular Technologies an der Deakin University. Mit seiner kleinen Forschungsgruppe untersuchte er funktionelle Organozinn- und Organotelluriumverbindungen, darunter polymere Telluroxane und bimetallische Systeme, die Kohlendioxid aus der Luft absorbieren können.

### Forschungsmanager fürChirogen Pty Ltd, Melbourne (2002–2004)
Neben seiner akademischen Arbeit an der Deakin University war er außerdem an den kommerziellen Forschungsaktivitäten des Spin-Off-Unternehmens Chirogen Pty Ltd beteiligt, dass sich mit der Entwicklung enantioselektiver Reduktionsmittel beschäftigte.

### W1-Juniorprofessor an der Freien Universität Berlin (2004–2010)
Am Institut für Chemie und Biochemie der Freien Universität Berlin setzte er mit seiner Gruppe die Arbeit an schweren p-Block-Elementverbindungen fort, zu denen (gemischt-valente) Tellurhalogenide und wohl-definierte Tellurin-, Telluron- und Stibonsäuren gehören.

### W2-Professor an der Universität Bremen (2010–heute)
An der Fakultät für Biologie und Chemie der Universität Bremen hat Beckmann 2015 das Institut für Anorganische Chemie und Kristallographie mitbegründet. Seine Forschungsinteressen sind breit gefächert und umfassen Themen der Lewis-Säure-Chemie, der Brønsted-Säure-Chemie, der Carben-Analoga, der Chemie der Radikale, der (photolumineszenten) Münzmetallkomplexe und der metallorganischen Gerüstverbindungen (MOFs).
Im Jahr 2020 veröffentlichte seine Gruppe Sila-Ibuprofen, ein Derivat des Schmerzmittels Ibuprofen, bei dem ein Silizium/Kohlenstoff-Austausch zur Verbesserung der Löslichkeit durchgeführt wurde.
Im Jahr 2024 veröffentlichte seine Gruppe das erste stabile Nitren mit einem elektronischen Triplett-Grundzustand.

## Redaktionelle Arbeit
Beckmann ist seit 2010 Mitglied des Redaktionsausschusses von Main Group Metal Chemistry.

## Preise & Auszeichnungen
- 2000: Rudolf Chaudoire-Preis der Technischen Universität Dortmund für die beste Doktorarbeit von 1999[22]
- 2000–2002: Feodor Lynen – Forschungsstipendium der Alexander von Humboldt-Stiftung[5]
- 2023: Doctor honoris causa des N. N. Vorozhtsov Novosibrisk Institut für Organische Chemie der Russischen Akademie der Wissenschaft, Sibirischer Zweig

## Bücher & Publikationen
Er ist Autor von über 270 Veröffentlichungen, 9 Buchkapiteln und 16 Patentanmeldungen.